# РВПК
Реа́ктор вели́кої поту́жності кана́льний (РВПК, також рос. Реактор большой мощности канальный, РБМК) — енергетичний реактор великої потужності канального типу; двоцільовий канальний киплячий графіто-водний ядерний реактор.
Це канальний, гетерогенний, уран-графітовий (графіто-водний за сповільнювачем) реактор киплячого типу, на теплових нейтронах; призначений для вироблення пари тиском 70 кгс/см². Теплоносій — кипляча вода.

## Конструкція
Одним з завдань під час розробки реактора РВПК, було покращення паливного циклу. Вирішення цієї проблеми пов'язане з розробкою конструкційних матеріалів, що слабко поглинають нейтрони і які мало відрізняються за своїми механічними властивостями від неіржавної сталі. Зниження поглинання нейтронів у конструкційних матеріалах дає можливість використовувати більш дешеве ядерне паливо з низьким збагаченням урану (за первинним проєктом — 1,8%).

### РВПК-1000

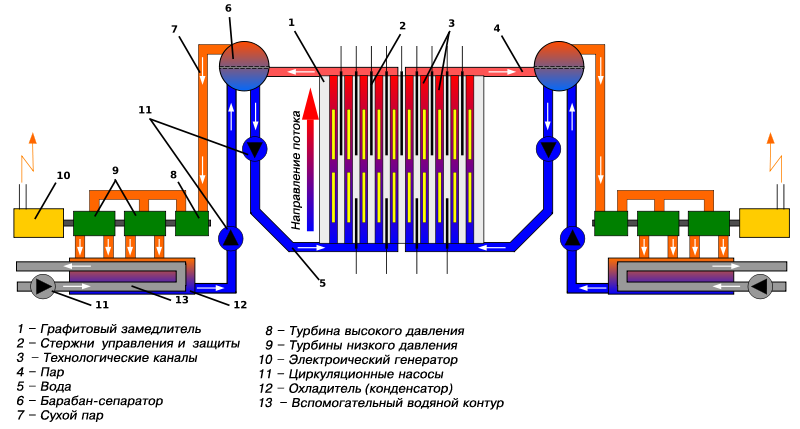
Схема енергоблоку АЕС
з реактором типу РБМК

Основу активної зони РВПК-1000 становить графітовий циліндр заввишки 7 м і діаметром 11,8 м, складений з блоків меншого розміру, який виконує роль сповільнювача. Графіт пронизаний великою кількістю вертикальних отворів, крізь кожний з яких проходить труба тиску (також звана технологічним каналом (ТК)). Центральна частина труби тиску, яка розташована в активній зоні, виготовлена зі сплаву цирконію з ніобієм (Zr + 2,5 % Nb), який має високі механічні та корозієстійкі властивості; верхні і нижні частини труби тиску — з неіржавної сталі. Цирконієву і сталеву частини труби тиску з'єднано зварними перехідниками.
При проєктуванні енергоблоків РВПК, через недосконалість розрахункових методик, був обраний неоптимальний крок решітки каналів. Через це реактор виявився дещо переуповільненим, що призводило до позитивних значень парового коефіцієнта реактивності в активній зоні, що перевищує частку запізнілих нейтронів. До аварії на Чорнобильській АЕС використовувана методика розрахунку кривої парового коефіцієнта реактивності (програма BMP), показувала, що незважаючи на позитивний ПКР в активних зонах з паровмістом, у міру зростання вмісту пари ця величина змінює знак, так що ефект зневоднення ставав негативним. Відповідно склад і продуктивність систем безпеки проєктувалася з урахуванням цієї характеристики. Однак, як виявилося після аварії на Чорнобильській АЕС, розрахункове значення парового коефіцієнта реактивності в областях з високим паровмістом було отримано неправильно: замість негативного, він виявився позитивним. Для зміни парового коефіцієнта реактивності був виконаний ряд заходів, зокрема в деякі канали замість палива встановлені додаткові поглиначі. У подальшому, для поліпшення економічних показників енергоблоків із РВПК додаткові поглиначі витягувалися, для досягнення заданих нейтронно-фізичних характеристик стали застосовувати паливо більш високого збагачення з додатковим поглиначем (оксид ербію).
У кожному паливному каналі встановлена касета, що складається з двох тепловидільних збірок (ТВЗ) — нижньої і верхньої. У кожну збірку входить 18 стрижневих ТВЕЛів. Оболонка ТВЕЛа заповнена таблетками з діоксиду урану. За первинним проєктом, збагачення по урану-235 становило 1,8 %, але, у міру накопичення досвіду експлуатації РБМК, виявилося доцільним підвищувати збагачення. Підвищення збагачення в поєднанні із застосуванням вигоряючого поглинача в паливі, дозволило збільшити керованість реактора, підвищити безпеку і поліпшити його економічні показники. З початку 2000-х років, здійснюється перехід на паливо зі збагаченням 3,0 %.

Реакторний зал і системи трубопроводів реактора РБМК. Анімація.

Реактор РВПК працює за одноконтурною схемою. Циркуляція теплоносія здійснюється в контурі багаторазової примусової циркуляції (КМПЦ). В активній зоні вода, що охолоджує твели, частково випаровується і утворена пароводяна суміш надходить у барабани-сепаратори. У барабан-сепараторах відбувається сепарація пари, яка надходить на турбоагрегат. Вода, що залишається, змішується з живильною водою і за допомогою головних циркуляційних насосів (ГЦН) подається в активну зону реактора. Відсепарована насичена пара (температура ~ 284 °C) під тиском 70-65 кгс/см2 надходить на два турбогенератори електричною потужністю по 500 МВт. Відпрацьована пара конденсується, після чого, пройшовши через регенеративні підігрівачі і деаератор, подається за допомогою живильних насосів (ПЕН) у КМПЦ.
Реактори РВПК-1000 встановлено на Ленінградській АЕС, Курській АЕС, Чорнобильській АЕС, Смоленській АЕС, Ігналінській АЕС

### Характеристика реакторів

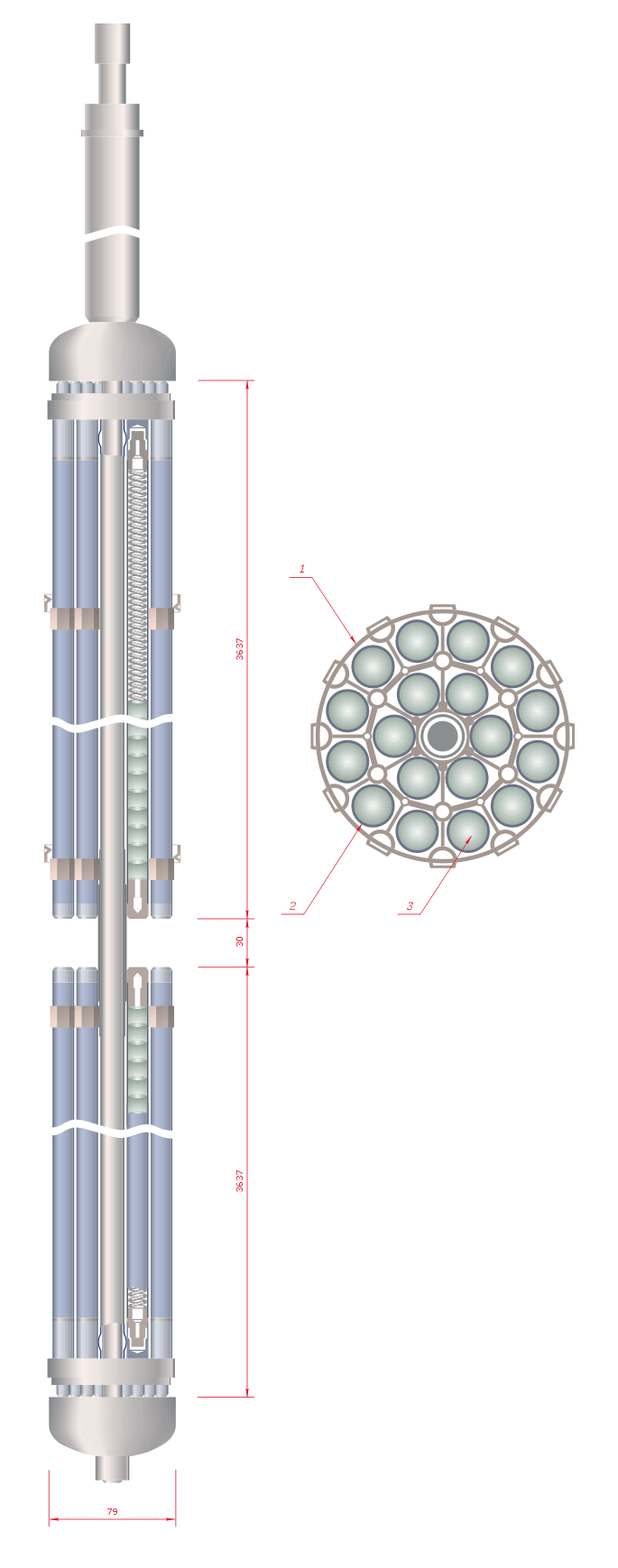
Тепловидільна збірка реактора РБМК:
1 — віддаляюча проставка
2 — оболонка твел
3 — таблетки ядерного палива

| Характеристика                                | РВПК-1000     | РВПК-1500     | РВПКП-2400 (проєкт) | МКЭР-1500 (проєкт) |
| --------------------------------------------- | ------------- | ------------- | ------------------- | ------------------ |
| Теплова потужність реактора, МВт              | 3200          | 4800          | 5400                | 4250               |
| Електрична потужність блока, МВт              | 1000          | 1500          | 2000                | 1500               |
| К. к. д. блока, %                             | 31,3          | 31,3          | 37,0                | 35,2               |
| Тиск пари перед турбіною, атм                 | 65            | 65            | 65                  | 65?                |
| Температура пари перед турбіною, °C           | 280           | 280           | 450                 |                    |
| Розміри активної зони, м:                     |               |               |                     |                    |
| висота                                        | 7             | 7             | 7,05                | 7                  |
| діаметр (ширина×довжина)                      | 11,8          | 11,8          | 7,05×25,38          | 14                 |
| Завантаження урану, т                         | 192           | 189           | 220                 |                    |
| Збагачення, % 235U                            |               |               |                     |                    |
| випаровувальний канал                         | 2,6-3,0       | 2,6-2,8       | 1,8                 | 2-3,2              |
| перегріваючий канал                           | —             | —             | 2,2                 | —                  |
| Кількість каналів:                            |               |               |                     |                    |
| випаровувальних                               | 1693-1661     | 1661          | 1920                | 1824               |
| перегріваючих                                 | —             | —             | 960                 | —                  |
| Середнє вигоряння, МВт·доба/кг:               |               |               |                     |                    |
| в випаровувальному каналі                     | 22,5          | 25,4          | 20,2                | 30-45              |
| в перегріваючому каналі                       | —             | —             | 18,9                | —                  |
| Розміри оболонки твела (діаметр×товщина), мм: |               |               |                     |                    |
| випаровувальний канал                         | 13,5×0,9      | 13,5×0,9      | 13,5×0.9            | -                  |
| перегріваючий канал                           | —             | —             | 10×0,3              | —                  |
| Матеріал оболонок твелів:                     |               |               |                     |                    |
| випаровувальний канал                         | Zr + 2,5 % Nb | Zr + 2,5 % Nb | Zr + 2,5 % Nb       | -                  |
| перегріваючий канал                           | —             | —             | Неіржавна сталь     | —                  |

### 5-й енергоблок Курської АЕС (РВПК-1000 3-го покоління)
Блок №5 Курської АЕС будувався з 1985 по 2012 роки, коли будівництво було зупинено (на 2009 рік готовність блоку становила 70 — 80%). На даному блоці принципову новизну мала конструкція графітової кладки реактора, що у перетині мала вигляд восьмигранника. Завдяки зменшенню обсягу графіту, змінюється відношення частки палива до частки сповільнювача, що робить істотний вплив на паровий коефіцієнт реактивності. У підсумку, при гарантованому негативному паровому коефіцієнті реактивності, реактор РВПК-1000 5-го блоку Курської АЕС міг працювати з мінімальним ОЗР, що додатково збільшувало його економічну ефективність.
Даний проєкт формально належав до 3-го покоління РВПК (до нього відноситься також 3-й блок Смоленської АЕС), але, за глибиною проведених змін, правильніше було б віднести його до покоління «3+».

### РВПК-1500
У РВПК-1500 потужність підвищена завдяки збільшенню питомої енергонапруженості активної зони шляхом збільшення потужності ТК в 1,5 рази за збереження його будови. Це досягається інтенсифікацією теплозняття з ТВЕЛ за допомогою застосування в ТВК спеціальних інтенсифікаторів теплообміну (турбулізаторів) у верхній частині обох ТВЗ. Все разом це дозволяє зберегти колишні габарити і загальну конструкцію реактора.
Інтенсифікатори ТВЗ РВПК-1500 слід відрізняти від дистанціонуючих решіток, встановлених на кожній ТВЗ в кількості 10 шт., які також містять турбулізатори.
У ході експлуатації з'ясувалося, що через високі нерівномірності енерговиділення, періодично виникають підвищені (пікові) навантаження в окремих каналах, які призводять до розтріскування оболонок ТВЕЛ. З цієї причини потужність була знижена до 1300МВт.
Дані реактори встановлені на Ігналінській АЕС (Литва).

### РВПК-2000, РВПК-3600
У проєкті РВПК-2000 збільшення потужності планувалося через збільшення діаметра паливного каналу, числа ТВЕЛ-ів в касеті і кроку трубної решітки ТК. При цьому сам реактор залишався в колишніх габаритах.
РВПК-3600 був тільки концептуальним проєктом, про його конструктивні особливості відомо мало. Ймовірно, що питання підвищення питомої потужності в ньому вирішувалося, так само як і в РВПК-1500, шляхом інтенсифікації теплозняття, без зміни конструкції його основи РВПК-2000 — і, отже, без збільшення активної зони.

### РВПКП-2400, РВПКП-4800   БКЕР (сучасні проєкти)
Проєкти РУ БКЕР - Багаторічний канальний енергетичний реактор - є еволюційним розвитком покоління реакторів РВПК. У них враховано нові посилені вимоги безпеки і усунені головні недоліки колишніх реакторів такого типу.
Робота БКЕР-800 і БКЕР-1000 заснована на природній циркуляції теплоносія, інтенсифікованій водо-водяними інжекторами. БКЕР-1500 з огляду на великі розміри і потужності працює з примусовою циркуляцією теплоносія, що розвивається головними циркуляційними насосами. Реактори серії БКЕР оснащені подвійною захисною оболонкою — вміщувачем: перша — сталева, друга — залізобетонна без створення попередньо напруженої конструкції. Діаметр захисної оболонки БКЕР-1500 становить 56 метрів (відповідає діаметру непроникної оболонки Бушерської АЕС).
Через хороший баланс нейтронів, РУ БКЕР мають дуже низьку витрату природного урану (у БКЕР-1500 він становить 16,7 г / МВт • год (е) — найнижчий у світі).
Очікуваний ККД — 35,2%, термін служби 50 років, збагачення 2,4%

## Переваги
- Знижений, в порівнянні з корпусними ВВЕР, тиск води в першому контурі;
- Завдяки канальній конструкції відсутній дорогий корпус;
- Немає дорогих і складних парогенераторів;
- Немає принципових обмежень на розмір і форму активної зони (наприклад, вона може бути у формі паралелепіпеда, як у проєктах РВПКП);
- Незалежний контур системи керування і захисту (СКЗ);
- Широкі можливості здійснення регулярного контролю стану вузлів активної зони (наприклад, труб технологічних каналів) без потреби зупинки реактора, і також
- Висока ремонтопридатність;

- Мале «паразитне» поглинання нейтронів в активній зоні (сприятливіший нейтронний баланс), як наслідок — повніше використання ядерного палива;
- Легше (в порівнянні з корпусними ВВЕР) протікання аварій, викликаних розгерметизацією циркуляційного контуру, а також перехідних режимів, викликаних відмовами обладнання;
- Можливість формувати оптимальні нейтронно-фізичні властивості активної зони реактора (коефіцієнти реактивності) на стадії проєктування;
- Незначні коефіцієнти реактивності по щільності теплоносія (сучасний РВПК);
- Заміна палива без зупинки реактора завдяки незалежності каналів один від одного (зокрема, підвищує КВВП);
- Можливість напрацювання радіонуклідів технічного та медичного призначення, а також радіаційного легування різних матеріалів;
- Відсутність (порівняно з корпусними ВВЕР) необхідності застосування борного регулювання;
- Рівномірніше і глибше (порівняно з корпусними ВВЕР) вигоряння ядерного палива;
- Можливість роботи реактора з низьким ОЗР — оперативним запасом реактивності (сучасні проєкти, наприклад, що будується п'ятий енергоблок Курської АЕС);
- Дешевше паливо через нижчий ступінь збагачення, хоча забезпечення паливом значно вище (в загальному паливному циклі використовують переробку відпрацьованого палива від ВВЕР);
- Поканальне регулювання витрат теплоносія крізь канали, що дозволяє контролювати теплотехнічну надійність активної зони;
- Теплова інертність активної зони, яка істотно збільшує запас до пошкодження палива під час можливих аварій;
- Незалежність петель контуру охолодження реактора (в РВМК — 2 петлі), що дозволяє локалізувати аварії у одній петлі.

## Недоліки
- Велика кількість трубопроводів і різних допоміжних підсистем вимагає наявності великої кількості висококваліфікованого персоналу;
- Потреба проведення поканального регулювання витрат, що може спричинити за собою аварії, пов'язані з припиненням витрати теплоносія через канал;
- Вище навантаження на оперативний персонал порівняно з ВВЕР через велику кількість вузлів (наприклад запірно-регулювальної арматури);
- Більша кількість активованих конструкційних матеріалів через великі розміри АЗ (активної зони) і металоємність РБМК, що залишаються після виведення з експлуатації та потребують утилізації.

## Аварії на енергоблоках із РБМК
Найсерйозніші інциденти на АЕС з реакторами РВПК:
- 1975 — розрив одного каналу на першому блоці ЛАЕС;
- 1982 — розрив одного каналу на першому блоці ЧАЕС;
- 1986 — аварія з масовим розривом каналів на четвертому блоці ЧАЕС (Чорнобильська катастрофа);
- 1991 — пожежа в машинному залі другого блоку ЧАЕС;
- 1992 — розрив одного каналу на третьому блоці ЛАЕС;

Аварія 1982 була пов'язана з діями оперативного персоналу, який грубо порушив технологічний регламент.
В аварії 1986 року, крім порушень персоналу, проявилися вади конструкції РВПК, які істотно вплинули на масштаб аварії. Після аварії проведена велика науково-технічна робота. Проведені заходи дозволили частково усунути недоліки конструкції.
Аварія 1991 року в машинному залі другого блоку ЧАЕС була викликана відмовами обладнання, що не залежать від реакторної установки. У процесі аварії, внаслідок пожежі, сталося обвалення покрівлі машинного залу. У результаті пожежі і обвалення покрівлі були пошкоджені трубопроводи підживлення реактора водою, а також заблокований у відкритому положенні пароскидальний клапан БРУ-Б. Попри численні відмови систем і устаткування, що супроводжували аварію, реактор проявив хороші властивості самозахищенності, що запобігло розігріву і пошкодженню палива.
1992 — розрив одного каналу на третьому блоці ЛАЕС був викликаний дефектом клапана.

## РВПК у пострадянських країнах
Станом на 2011 рік експлуатується 11 енергоблоків із РВПК на трьох АЕС: Ленінградській, Курській, Смоленській. З політичних причин (відповідно до зобов'язань перед Євросоюзом Литви) зупинено два енергоблоки на Ігналінській АЕС. Також з політичних причин зупинено три енергоблоки (№ 1-3) на Чорнобильській АЕС; ще один блок (№ 4) ЧАЕС було зруйновано через катастрофу 26 квітня 1986.
Закладання нових блоків РВПК Росії поки не планується. Наприклад, прийнято рішення про повну зміну проєкту споруджуваної Костромської АЕС із РВПК, замість якої буде побудована абсолютно нова Центральна АЕС з використанням ВВЕР-1200. Також ставиться під сумнів доцільність добудови 5-го енергоблоку Курської АЕС, попри те, що енергоблок вже[коли?] має високий ступінь готовності — обладнання реакторного цеху змонтовано на 70%, основне обладнання реактора РВПК — на 95%, турбінного цеху — на 90%.
| Енергоблок          | Тип реактора | Введено до експлуатації | Стан                                          | Потужність (МВт) | Генеруюча потужність (МВт) |
| ------------------- | ------------ | ----------------------- | --------------------------------------------- | ---------------- | -------------------------- |
| Україна Чорнобиль-1 | РВПК-1000    |                         | зупинений 30 листопада 1996                   | 740              | 800                        |
| Україна Чорнобиль-2 | РВПК-1000    |                         | зупинений 11 жовтня 1991                      | 925              | 1 000                      |
| Україна Чорнобиль-3 | РВПК-1000    |                         | зупинений 15 грудня 2000                      | 925              | 1 000                      |
| Україна Чорнобиль-4 | РВПК-1000    |                         | зруйнований 26 квітня 1986                    | 925              | 1 000                      |
| Україна Чорнобиль-5 | РВПК-1000    |                         | будівництво зупинене в 1988                   | 950              | 1 000                      |
| Україна Чорнобиль-6 | РВПК-1000    |                         | будівництво зупинене в 1988                   | 950              | 1 000                      |
| Литва Ігналіна-1    | РВПК-1500    |                         | зупинений в 2004                              | 1 185            | 1 300                      |
| Литва Ігналіна-2    | РВПК-1500    |                         | зупинений в 2009                              | 1 185            | 1 300                      |
| Литва Ігналіна-3    | РВПК-1500    |                         | Будівництво зупинене в 1988                   | 1 380            | 1 500                      |
| Литва Ігналіна-4    | РВПК-1500    |                         | проєкт скасований в 1988                      | 1 380            | 1 500                      |
| Росія Курськ-1      | РВПК-1000    |                         | активний                                      | 925              | 1 000                      |
| Росія Курськ-2      | РВПК-1000    |                         | активний                                      | 925              | 1 000                      |
| Росія Курськ-3      | РВПК-1000    |                         | активний                                      | 925              | 1 000                      |
| Росія Курськ-4      | РВПК-1000    |                         | активний                                      | 925              | 1 000                      |
| Росія Курськ-5      | РВПК-1000    |                         | будується з 1986, будівництво зупинене у 2012 | 925              | 1 000                      |
| Росія Курськ-6      | РВПК-1000    |                         | будівництво зупинено в 1993                   | 925              | 1 000                      |
| Росія Ленінград-1   | РВПК-1000    |                         | зупинений 2018                                | 925              | 1 000                      |
| Росія Ленінград-2   | РВПК-1000    |                         | зупинений 2020                                | 925              | 1 000                      |
| Росія Ленінград-3   | РВПК-1000    |                         | активний                                      | 925              | 1 000                      |
| Росія Ленінград-4   | РВПК-1000    |                         | активний                                      | 925              | 1 000                      |
| Росія Смоленськ-1   | РВПК-1000    |                         | активний                                      | 925              | 1 000                      |
| Росія Смоленськ-2   | РВПК-1000    |                         | активний                                      | 925              | 1 000                      |
| Росія Смоленськ-3   | РВПК-1000    |                         | активний                                      | 925              | 1 000                      |
| Росія Смоленськ-4   | РВПК-1000    |                         | Будівництво зупинене в 1993                   | 925              | 1 000                      |